# PM1910重機関銃
PM1910重機関銃（露: 7.62 станковый Пулемет системы Максима образца 1910 года、英: Pulemyot Maxima na stanke Sokolova 1910）は、ロシア帝国で開発された重機関銃。

## 開発経緯
19世紀に始まった産業革命以降、工作機械の発達と同時に世界各国では銃器・兵器に関してもそれまでとは比べ物にならないほどの発展を遂げることとなった。中でも、それまで単発でしか撃てなかった小銃や拳銃に変わり、自動式銃器の発達により機関銃や自動式拳銃、さらには連発式ライフルといった銃器が生まれたのもこの頃である。
19世紀に開発された代表的な機関銃として「マキシム機関銃」が挙げられる。水冷式であるこの機関銃は1885年にアメリカ人であるハイラム・マキシムにより設計された。発射速度が速く（従来の連発式銃であるガトリング銃と比べると、ガトリング銃は発射速度が毎分350発に対しマキシム機関銃は毎分500発）、銃自体もガトリングに比べて軽く、しかも、機関部の故障も少なかったため、世界各国で機関銃の売り込みは成功、1890年にイギリス陸・海軍（ヴィッカース重機関銃）で採用されたのを始め、その後世界各国で制式採用された。当時のロシア帝国も例外ではなく、マキシム機関銃を大量輸入し、さらに1902年にはイギリスから自国生産のためのライセンス権を取得し、国内生産を目指した。しかし、他国に比べてこの頃のロシアは工業力が乏しく、更に、同年始まった日露戦争などが重なり生産準備が遅れ、ライセンス取得後の1905年にようやくトゥーラ造兵廠においてPM1905重機関銃（マキシム機関銃の完全ライセンスコピー版）の生産を開始することができた。
日露戦争では、ロシア帝国陸軍はこのマキシム機関銃を要塞や陣地に設置して使用し、対する日本軍に対して多大な損害を与えた。しかし、生産ラインが整ったばかりであり、ロシア軍に配備されたものは初期輸入した機関銃しか無く、配備数は少なかった。

## PM1910重機関銃の登場
日露戦争以降、ロシアでは独自に開発した機関銃が存在せず、第一次世界大戦直前までの長い間、マキシム機関銃の同等品であるPM1905重機関銃を使用してきた。しかし、実戦においてマキシム機関銃の有効性を再確認したロシア帝国軍は、PM1905を改良してPM1910重機関銃を改めて開発した。
PM1910は水冷式であったため、水さえあれば何発でも連続射撃が可能であった。しかし、その分非常に重く、馬や車両、さらに人力で牽引できるように、機関銃の銃架に車輪と引手を取り付けている。また、生産コストを削減する名目で、銃身部を覆う冷却水筒の材質をそれまでの銅から鋼鉄に変え、最前線で使用できるように防弾用の防盾も取り付けられた。もっとも、この防盾は銃自身がさらに重くなる事やライフル弾の直撃には耐えられなかった事から、実際は外されることが多かった。冷却水筒を強化するため、1930年に外周にリブが設けられた。さらに1940年には冷却水筒の上部に大きな開閉式の蓋が設けられ、冷却水の補充口として使うことができたため、冬季には雪や氷を手づかみで放りこむことで冷却水補充の問題を簡単に解決できるようになった。

## その後

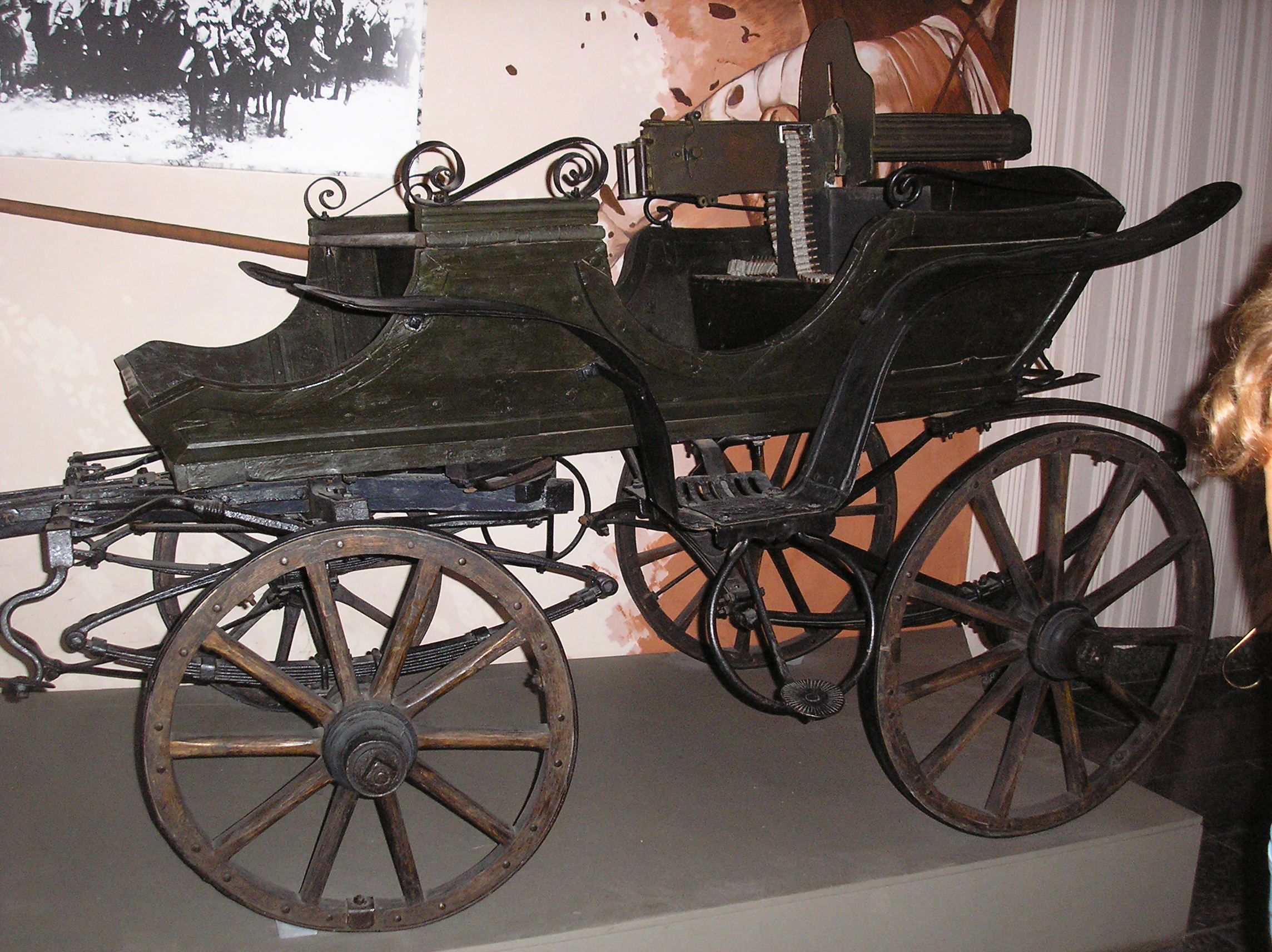
タチャンカに据えられたPM1910重機関銃

開発後、PM1910の頑丈さは前線兵士達には歓迎され、第一次世界大戦・ロシア革命（ロシア内戦・フィンランド内戦・ポーランド・ソビエト戦争）・第二次世界大戦（冬戦争・継続戦争・独ソ戦）を通して使用され、ロシア帝国からソビエト連邦と国が変わっても防御陣地などで使用された。ロシア内戦時には白軍と赤軍双方で使用され、特に、赤軍が用いた数頭立ての馬が曳く馬車の荷台に後ろ向きに本銃を搭載し、御者(運転手)と銃手が乗り込む機動性を兼ね備えたタチャンカ（Тачанка）と呼ばれる戦車が白軍相手に活躍した。
大重量で製造コストが高く、水冷式の構造により常に大量の水が必要という欠点があった。そこでソビエト赤軍はPM1910の後継として1938年に空冷機関銃の開発を開始して、1939年にデグチャレフDS-39重機関銃が採用されたが、欠陥が見つかったため1941年に製造中止となり、PM1910を置き換えるには至らなかった。その後1943年に空冷式重機関銃としてゴリューノフSG-43重機関銃が制式採用されると、PM1910は順次世代交代となった。しかし、その後もPM1910はSG-43と共に使用され、1945年のベルリンの戦いや、同年8月の対日戦線でも使用されている。
敵であるドイツ軍も、大量に鹵獲した本銃に7.62mm MG216(r)の名称を付与し、守備隊やロシア人義勇部隊などに支給している。
戦後、余剰兵器となったPM1910は東側諸国に供給され、朝鮮戦争では北朝鮮軍が、ベトナム戦争では北ベトナム軍が使用している。また、2014年に勃発したウクライナ内戦および、2022年のロシア軍によるウクライナ侵攻でも使用が確認されている。